# Charles Spencer (politico)
Charles Spencer (31 marzo 1740 – 16 giugno 1820) è stato un nobile e politico inglese.

## Biografia
Nacque nel 1740, figlio secondogenito maschio di Charles Spencer, III duca di Marlborough e discendente del condottiero John Churchill, I duca di Marlborough.

### Carriera politica
Dal 1761 al 1790 fu membro del Parlamento per la circoscrizione di famiglia dell'Oxfordshire, anche se in tale posizione contrariò il fratello George, duca di Marlborough, perché si schierò contro Pitt e a favore del duca di Portland. Per questo il duca allontanò il fratello dal seggio dell'Oxfordshire nel 1790, sostituendolo con il figlio George, marchese di Blandford. Sei anni dopo tuttavia, su invito dello stesso Pitt, Spencer fece ritorno alla Camera, anche perché il nipote nel frattempo aveva preso posizioni contrarie a quelle paterne. 

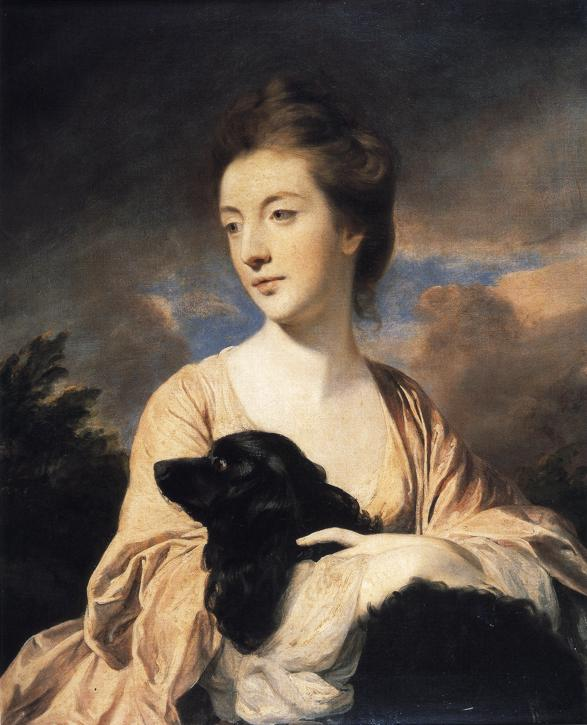
Mary Beauclerk, lady Charles Spencer

Negli anni successivi Lord Charles si mostrò dunque più accomodante verso il governo, votando spesso in favore dello stesso; così Spencer e il fratello George chiesero a Pitt di assegnare un incarico ministeriale a Spencer. Questi aveva già occupato varie cariche negli anni precedenti: entrato nel Consiglio Privato nel 1763 era divenuto nello stesso anno Comptroller of the Household cessando l'incarico nel 1765; era poi stato Lord dell'Ammiragliato dal 1768 al 1779 e Tesoriere di Camera dal 1779 al 1782. Tuttavia Pitt, nonostante le richieste pervenutegli anche tramite il conte Spencer, a lui molto vicino, oppose sempre ostacoli a nomine ministeriali per Spencer, probabilmente per la vicinanza della sua famiglia alla fazione di Charles James Fox. L'occasione venne quando Pitt si dimise nel 1801 e venne sostituito dal Tory Henry Addington. Charles divenne così Postmaster-General congiunto nel 1801, abbandonando la Camera dei Comuni, carica che mantenne fino al 1806 anche dopo il ritorno di Pitt al governo. Quando quest'ultimo morì, nel 1806, si formò un nuovo governo di coalizione che escludeva i pittiani di George Canning ma includeva Fox e i suoi, presieduto dal cugino di Pitt William Grenville. Il governo venne detto Ministero di tutti gli Ingegni (Ministry of All the Talents). Il cugino dei Marlborough, Lord Spencer ricoprì l'incarico di Segretario per gli Affari interni, mentre Charles divenne Ministro della Zecca Reale (Master of the Mint), vedendo così garantito il supporto della famiglia al nuovo ministero. Tuttavia il 25 settembre venne silurato in favore di Charles Bathurst (ritenuto più affidabile), come ritorsione per il fatto che un altro parente, il nipote Francis non aveva dato il suo supporto al governo. Cercò a questo punto di ottenere una compensazione per l'incarico perduto, e divenne Lord of the Bedchamber nel 1808. Molto indebitato, Lord Charles dovette infine fuggire nel Continente nel 1818 per sottrarsi ai creditori; tornato poco dopo, morì infine nel 1820.

## Matrimonio
Si sposò nel 1762 con lady Mary Beauclerk, figlia di Vere Beauclerk, I Barone Vere, dalla quale ebbe tre figli:
- Robert Spencer (circa 1764 - 1831);
- John Spencer (21 dicembre 1767 - 17 dicembre 1831). Succedette al padre in parlamento dopo che egli divenne Postmaster General nel 1801, anche se non svolse attività parlamentare; sposatosi per amore con la cugina Elizabeth, figlia George, IV duca di Marlborough, dopo la morte di questa la sua salute degenerò rapidamente e morì a Breda nel 1831[3];
- William Robert Spencer (9 gennaio 1769 - 23 ottobre 1834);

## Ascendenza
|                                          |                                |                                       | Genitori                          |  |  | Nonni |  |  | Bisnonni                               |  |  | Trisnonni                            |  |
|                                          |                                |                                       |                                   |  |  |       |  |  | Robert Spencer, II conte di Sunderland |  |  | Henry Spencer, I conte di Sunderland |  |
|                                          |                                |                                       |                                   |  |  |       |  |  | Robert Spencer, II conte di Sunderland |  |  | Henry Spencer, I conte di Sunderland |  |
|                                          |                                | Dorothy Sidney                        |                                   |  |  |       |  |  | Robert Spencer, II conte di Sunderland |  |  |                                      |  |
| Charles Spencer, III conte di Sunderland |                                |                                       |                                   |  |  |       |  |  | Robert Spencer, II conte di Sunderland |  |  |                                      |  |
|                                          |                                | Anne Digby                            | George Digby, II conte di Bristol |  |  |       |  |  |                                        |  |  |                                      |  |
|                                          |                                | Anne Digby                            | George Digby, II conte di Bristol |  |  |       |  |  |                                        |  |  |                                      |  |
|                                          |                                | Anne Digby                            | Anne Russell                      |  |  |       |  |  |                                        |  |  |                                      |  |
| Charles Spencer, III duca di Marlborough |                                | Anne Digby                            |                                   |  |  |       |  |  |                                        |  |  |                                      |  |
|                                          |                                | John Churchill, I duca di Marlborough | Winston Churchill                 |  |  |       |  |  |                                        |  |  |                                      |  |
|                                          |                                | John Churchill, I duca di Marlborough | Winston Churchill                 |  |  |       |  |  |                                        |  |  |                                      |  |
|                                          |                                | John Churchill, I duca di Marlborough | Elizabeth Drake                   |  |  |       |  |  |                                        |  |  |                                      |  |
| Anne Churchill                           |                                | John Churchill, I duca di Marlborough |                                   |  |  |       |  |  |                                        |  |  |                                      |  |
|                                          |                                | Sarah Jennings                        | Richard Jennings                  |  |  |       |  |  |                                        |  |  |                                      |  |
|                                          |                                | Sarah Jennings                        | Richard Jennings                  |  |  |       |  |  |                                        |  |  |                                      |  |
|                                          |                                | Sarah Jennings                        | Frances Thornhurst                |  |  |       |  |  |                                        |  |  |                                      |  |
| Charles Spencer                          |                                | Sarah Jennings                        |                                   |  |  |       |  |  |                                        |  |  |                                      |  |
|                                          | Thomas Trevor, I barone Trevor | John Trevor                           |                                   |  |  |       |  |  |                                        |  |  |                                      |  |
|                                          | Thomas Trevor, I barone Trevor | John Trevor                           |                                   |  |  |       |  |  |                                        |  |  |                                      |  |
|                                          | Thomas Trevor, I barone Trevor | Ruth Hampden                          |                                   |  |  |       |  |  |                                        |  |  |                                      |  |
| Thomas Trevor, II barone Trevor          | Thomas Trevor, I barone Trevor |                                       |                                   |  |  |       |  |  |                                        |  |  |                                      |  |
|                                          |                                | Elizabeth Searle                      | John Searle                       |  |  |       |  |  |                                        |  |  |                                      |  |
|                                          |                                | Elizabeth Searle                      | John Searle                       |  |  |       |  |  |                                        |  |  |                                      |  |
|                                          |                                | Elizabeth Searle                      | Anne Nicoll                       |  |  |       |  |  |                                        |  |  |                                      |  |
| Elizabeth Trevor                         |                                | Elizabeth Searle                      |                                   |  |  |       |  |  |                                        |  |  |                                      |  |
|                                          |                                | Timothy Burrell                       | Walter Burrell                    |  |  |       |  |  |                                        |  |  |                                      |  |
|                                          |                                | Timothy Burrell                       | Walter Burrell                    |  |  |       |  |  |                                        |  |  |                                      |  |
|                                          |                                | Timothy Burrell                       | Frances Hooper                    |  |  |       |  |  |                                        |  |  |                                      |  |
| Elizabeth Burrell                        |                                | Timothy Burrell                       |                                   |  |  |       |  |  |                                        |  |  |                                      |  |
|                                          |                                | Elizabeth Chilcott                    | John Chilcott                     |  |  |       |  |  |                                        |  |  |                                      |  |
|                                          |                                | Elizabeth Chilcott                    | John Chilcott                     |  |  |       |  |  |                                        |  |  |                                      |  |
|                                          |                                | Elizabeth Chilcott                    | …                                 |  |  |       |  |  |                                        |  |  |                                      |  |
|                                          |                                | Elizabeth Chilcott                    |                                   |  |  |       |  |  |                                        |  |  |                                      |  |